# هولي بيترسون
هولي بيترسون (بالإنجليزية: Holly Peterson)‏ هي كاتِبة وصحفية أمريكية، ولدت في 1964.

## وصلات خارجية
- الموقع الرسمي